# Madison Pettis
Madison Angel Pettis (ur. 22 lipca 1998 w Arlington) – amerykańska aktorka i piosenkarka. Znana głównie z roli Sophie Martinez w serialu Disney Channel Cory w Białym Domu.

## Początki
Urodziła się w ubogiej rodzinie. Jako czteroletnia dziewczynka podjęła naukę w szkole tańca, następnie wystartowała w konkursie. Po wygranej w konkursie tańca ukazała się na okładce czasopisma "Fort Worth Child Magazine". Dzięki temu stała się "małą gwiazdą Ameryki". Niedługo po tym podpisała w Dallas kontrakt.
W wieku 7 lat Madison wraz ze swoją mamą Michelle przeniosły się do Los Angeles do domu przemysłu filmowego. Madison od razu dostała szereg ról, w tym Gościnnie rolę w serii "Jericho". Grała w serialu Cory w Białym Domu jako Sophie Martinez - córka prezydenta. Zagrała również w filmie Panna MŁODA. Wydała album muzyczny pod tytułem Forever Maddissonely.

## Filmografia
- Przyjaciel świętego Mikołaja - Willemina "Will"
- Fineasz i Ferb - Adyson Sweetwater
- Hannah Montana - Sophie Martinez, gościnnie
- Cory w Białym Domu - Sophie Martinez
- Plan gry - Peyton Kelly
- Mostly Ghostly - Tara
- Freestyle - Bailey Bryant
- Seven Pounds - Lorena Tempos
- Tess kontra chłopaki - Allie Brooks
- A Muppets Christmas - Claire
- Agent specjalny Oso - Katie/Tara
- Szczury laboratoryjne - Janelle

## Dyskografia
- Forever Maddissonely